# Africana Bulletin
Africana Bulletin – rocznik wydawany od 1964 roku przez Studium Afrykanistyczne UW. Wydawanie czasopisma zakończono w roku 2010. Publikowane w nim prace dotyczyły: kultury, historii, gospodarki i polityki krajów afrykańskich. Artykuły były pisane przez polskich naukowców w języku angielskim lub francuskim.
W 2010 r. na liście czasopism, którym Ministerstwo Nauki i Szkolnictwa Wyższego przyznało punkty rocznik znalazł się w kategorii B. Pozostałe czasopisma zagraniczne i czasopisma polskie, mając 6 punktów.